# Holger Fromm
Holger Hermann Fromm (* 1. November 1958 in Bad Langensalza) ist ein deutscher Diskuswerfer, Speerwerfer, Kugelstoßer und Leichtathlet mit einer Körperbehinderung.

## Leben
Fromm ist ein Thüringer Behindertensportler in der Leichtathletik. Er ist der Bruder von Dieter Fromm. Holger Fromm ist seit 1966 in der Leichtathletik ohne Unterbrechung aktiv, seit 1983 ist er im Behindertensport organisiert und startete bei Landesmeisterschaften, Deutschen Meisterschaften sowie bei Sportfesten und Meetings. 2003 wurde er vom Thüringer Sozialministerium mit 39 anderen Behindertensportlern für seine Erfolge (neunmaliger Deutscher Meister) ausgezeichnet. Seit 1991 holte er unter anderem bei den Internationalen Deutschen Meisterschaften der Behinderten 37-mal die Goldmedaille in den Wurf-, Sprung- und Laufdisziplinen, zum Beispiel 2007 in Singen.
Fromm ist Mitglied und Vorsitzender des ISV Olympic Erfurt e. V. Des Weiteren trainiert und betreut er Menschen mit einer Behinderung und chronisch Kranke.
Er ist verwitwet und wohnt in Erfurt in Thüringen. Sein Bruder Dieter Fromm war Olympiateilnehmer in der Leichtathletik.